# گورستان قراگزلو
قبرستان قراگزلو مربوط به سده‌های ۱۳ و ۱۴ ه.ق است و در شهرستان مرودشت، بخش مرکزی، دهستان رامجرد ۱، ۲۰۰ متری شمال غربی دانشگاه علوم تحقیقاتی و فناوری دامنه شرقی کوه ایوب واقع شده و این اثر در تاریخ ۳۰ بهمن ۱۳۸۶ با شمارهٔ ثبت ۲۰۸۱۶ به‌عنوان یکی از آثار ملی ایران به ثبت رسیده است.